# Campeonato Regional de Bragança
O Campeonato Regional de Bragança foi uma competição de futebol portuguesa organizada pela Associação de Futebol de Bragança. Era a competição que elegia oficialmente o campeão de futebol do Distrito de Bragança, a primeira edição foi na época de 1930–31 e a última na época de 1949–40. O maior e único vencedor é o SC Mirandela com 10 títulos.

## Vencedores

### Por época
| Época   | Vencedor     |
| ------- | ------------ |
| 1939–40 | SC Mirandela |
| 1938–39 | SC Mirandela |
| 1937–38 | SC Mirandela |
| 1936–37 | SC Mirandela |
| 1935–36 | SC Mirandela |
| 1934–35 | SC Mirandela |
| 1933–34 | SC Mirandela |
| 1932–33 | SC Mirandela |
| 1931–32 | SC Mirandela |
| 1930–31 | SC Mirandela |

### Por clube
| Clube        | Venceu | Época(s)                                                                                  |
| ------------ | ------ | ----------------------------------------------------------------------------------------- |
| SC Mirandela | 10     | 1930–31, 1931–32, 1932–33, 1933–34, 1934–35, 1935–36, 1936–37, 1937–38, 1938–39 e 1939–40 |

Ref.: